# Copa del Príncipe de voleibol
La Copa del Príncipe de Voleibol es la competición española más 'joven' de las que se está jugando organizada por la Real Federación Española de Voleibol (RFEVB). La primera edición de la competición es en la temporada 2007-2008. Desde entonces se ha disputado de forma ininterrumpida hasta la actualidad. En ella se enfrentan los tres mejores equipos de Superliga 2 Masculina en la primera vuelta más el equipo organizador del torneo.

## Historia

### Precedentes
La Copa FEV fue un torneo oficial de voleibol español organizado por la Real Federación Española de Voleibol (RFEVB) que enfrentaba a los cuatro mejores equipos de la Superliga 2. El nombre proviene de la anterior forma de denominar a la segunda competición nacional: Liga FEV. Solo tuvo una edición y fue en la temporada 2006-07.

### Formato con grupo único (2008-2016)
Durante nueve ediciones, la Superliga 2 contó con un grupo único donde se aglutinaba a los mejores equipos que no se habían ganado el derecho deportivo a estar en la Superliga. Durante estos años, se clasificaban los tres primeros de la tabla y el equipo organizador. En el caso de que este ocupara una de las tres primeras plazas, el cuarto también sería invitado al torneo.
El sistema de competición sería con formato de Final Four enfrentándose el primero contra el cuarto y el segundo contra el tercero en semifinales. Los ganadores de esta fase se verían las caras en la final por el título.
Debido a las dificultades económicas de los equipos en el voleibol español, la Superliga 2 tuvo que ser modificada y por ello el formato de la Copa del Príncipe también varió.

### Formato con dos grupos (2017-2020)
Desde la décima edición de la Copa del Príncipe, los dos mejores clasificados de cada grupo de Superliga 2 serían los que tendrían una plaza en la competición. En caso de que el organizador no estuviera en estas posiciones, el peor segundo perdería su puesto en favor del club local. Sistema que se llevó a cabo durante cuatro ediciones.
El sistema de competición sería con formato de Final Four enfrentándose los primeros contra el segundo del grupo contrario en semifinales. Los ganadores de esta fase se verían las caras en la final por el título.

### Formato con tres grupos (2021-Act)
Con la llegada del COVID-19, el parón de competiciones y la posterior reorganización de grupos para continuar con las ligas domésticas, el voleibol español ve como los grupos de la Superliga 2 pasan de ser dos a tres siendo compuesta la división de plata del voleibol nacional por Grupo A, B y C. Por ello, la Copa del Príncipe se vio obligada a reestructurarse.
En esa reestructuración se dio continuidad al anterior formato con una sede fija y dando acceso a la competición a los dos mejores equipos de cada grupo o si uno de esos grupos tiene el equipo organizador, el mejor de los equipos y el club organizador. En definitiva, participaban seis equipos que eran distribuidos en dos grupos. Dentro de ese grupo, jugaban todos contra todos a partido único. El primer clasificado pasaba a semifinales como cabeza de serie y el segundo se vería las caras con el primer clasficicado del otro grupo. Al final, los equipos vencedores de sendas semifinales se enfrentarían entre sí para ver quién se llevaría el título. Una estructura de la competición que ya va a por su tercera edición.

## Historial
| Edición | Año  | Sede                       | Campeón                        | Resultado | Subcampeón              | Detalle                            | Ref.   |
| 1.ª     | 2008 | Puerto Real                | FC Barcelona                   | 3 - 2     | Vigo Valery Karpin      | 25-12, 17-25, 25-22, 17-25, 15-11. | [ 3 ]  |
| 2.ª     | 2009 | Guadalajara                | Club Voleibol Almoradí         | 3 - 0     | Unicaja Cañada de Vera  | 25-23, 26-24, 25-23.               | [ 4 ]  |
| 3.ª     | 2010 | Castellón                  | Club Vigo Voleibol             | 3 - 1     | Club Voleibol Almoradí  | 25-20, 25-23, 20-25, 25-19         | [ 5 ]  |
| 4.ª     | 2011 | Lugo                       | Seranco Voley Guada            | 3 - 0     | Club Voleibol Petra     | 25-21, 25-15, 25-14.               | [ 6 ]  |
| 5.ª     | 2012 | Ibiza                      | CyL Palencia                   | 3 - 0     | Pacha Ibiza Voley       | 25-23, 25-20, 25-20                | [ 7 ]  |
| 6.ª     | 2013 | Lugo                       | Club Voleibol Almoradí         | 3 - 1     | Club Voleibol Emevé     | 22-25, 26-24, 25-22, 28-26.        | [ 8 ]  |
| 7.ª     | 2014 | Cáceres                    | CV AA Llars Mundet             | 3 - 1     | Textil Santanderina     | 23-25, 26-24, 25-21, 25-17.        | [ 9 ]  |
| 8.ª     | 2015 | Melilla                    | Club Mediterráneo de Castellón | 3 - 0     | Club Voleibol Melilla   | 25-12, 25-23, 25-15.               | [ 10 ] |
| 9.ª     | 2016 | San Sadurniño              | Intasa San Sadurniño           | 3 - 0     | FC Barcelona            | 26-24, 25-19, 25-21.               | [ 11 ] |
| 10.ª    | 2017 | San Sadurniño              | Tarragona SPiSP                | 3 - 0     | Intasa San Sadurniño    | 25-19, 25-23, 25-20.               | [ 12 ] |
| 11.ª    | 2018 | Leganés                    | Club Voleibol Emevé            | 3 - 0     | Club Voleibol Leganés   | 25-20, 25-14, 33-31.               | [ 13 ] |
| 12.ª    | 2019 | Badajoz                    | Club Voleibol Emevé            | 3 - 1     | Club Mediterráneo       | 20-25, 25-22, 25-18, 25-17.        | [ 14 ] |
| 13.ª    | 2020 | Dumbría                    | FC Barcelona                   | 3 - 0     | Tarragona SPiSP         | 25-16, 25-23, 25-19.               | [ 15 ] |
| 14.ª    | 2021 | San Sadurniño              | Intasa San Sadurniño           | 3 - 1     | Arona Intersport        | 25-21, 21-25, 23-25, 18-25.        | [ 16 ] |
| 15.ª    | 2022 | San Cristóbal de La Laguna | Textil Santanderina            | 3 - 0     | Club Voleibol Haris     | 25-14, 25-14, 25-21.               | [ 17 ] |
| 16.ª    | 2023 | Las Palmas de Gran Canaria | CD Cisneros Alter              | 3 - 0     | Voleibol Villena Petrer | 25-17, 25-20, 25-22.               | [ 18 ] |
| 17.ª    | 2024 | Cabezón de la Sal          | Textil Santanderina            | 3 - 0     | Club Voleibol Leganés   | 25-19, 25-22, 25-14.               | [ 19 ] |
| 18.ª    | 2025 | San Sadurniño              | Textil Santanderina            | 3 - 0     | Club Voleibol Roquetes  | 25/16, 25/16, 25/18.               | [ 20 ] |

## Palmarés

### Clubes
| Equipo                  | Títulos | Años               |
| ----------------------- | ------- | ------------------ |
| Textil Santanderina     | 3       | (2022, 2024, 2025) |
| Club Voleibol Almoradí  | 2       | (2009, 2013)       |
| Club Voleibol Emevé     | 2       | (2018, 2019)       |
| FC Barcelona            | 2       | (2008, 2020)       |
| Aldebarán San Sadurniño | 2       | (2016, 2021)       |
| Club Vigo Voleibol      | 1       | (2010)             |
| Voley Guada             | 1       | (2011)             |
| CyL Palencia            | 1       | (2012)             |
| CV AA Llars Mundet      | 1       | (2014)             |
| Club Mediterráneo       | 1       | (2015)             |
| Tarragona SPiSP         | 1       | (2017)             |
| CD Cisneros Alter       | 1       | (2023)             |

## Distinciones

### Mejor Jugador del Torneo (MVP)
El premio al mejor jugador del torneo se lleva otorgando desde la edición del 2014. Se le concede al mejor jugador de la Copa del Príncipe durante la edición en juego.
| Edición | Jugador           | Equipo                  |
| ------- | ----------------- | ----------------------- |
| 2014    | Sergi Arranz      | CV AA Llars Mundet      |
| 2015    | Javier Monfort    | Club Mediterráneo       |
| 2016    | Uxío García       | Aldebarán San Sadurniño |
| 2017    | Álvaro Moreno     | Tarragona SPiSP         |
| 2018    | Víctor Bouza      | Club Voleibol Emevé     |
| 2019    | Víctor Bouza      | Club Voleibol Emevé     |
| 2020    | Sergi Arranz      | FC Barcelona            |
| 2021    | Marcos Blanco     | Intasa San Sadurniño    |
| 2022    | José Luis Linares | Textil Santanderina     |
| 2023    | Fran Duque        | CD Cisneros Alter       |
| 2024    | Chema Hernández   | Textil Santanderina     |
| 2025    | Luis Martín       | Textil Santanderina     |